# Afrocarpus
Afrocarpus — рід хвойних рослин родини подокарпових. Назва роду означає африканський фрукт.

## Поширення, екологія
Країни поширення: Бурунді, Республіка Конго, Ефіопія, Кенія, Малаві, Мозамбік, Руанда, Сан-Томе і Принсіпі, Південна Африка, Есватіні, Танзанія, Уганда. Вид зустрічаються в широко мінливих екологічних умовах.

## Морфологія
Дводомні вічнозелені дерева. Кора тонка, стаючи лускатою. Листки сплющені, шкірясті, ланцетні з жиловими смугами на обох поверхнях. Пилкові шишки пазушні, одиночні або розміщені по 2-3 на коротких квітконосах, циліндричні, сережкоподібні. Насіння одна на шишку, зрілі з коричневим відтінком; насіння з жорсткою шкіркою.

## Використання
У Південній Африці ця деревина в основному використовується для виготовлення ексклюзивних меблів.